# Élincourt
Élincourt é uma comuna francesa na região administrativa de Altos da França, no departamento do Norte. Estende-se por uma área de 8.41 km². Em 2010 a comuna tinha 629 habitantes (densidade: 74,8 hab./km²).